# Ignacy Gacki
Ignacy Alojzy Gacki ps. „Zaręba”, „Zarządca” (ur. 27 lipca 1894 w Ładach-Borowych, zm. w lutym 1945 w Sztutowie) – polski działacz społeczny, porucznik rezerwy piechoty Wojska Polskiego.

## Życiorys
Urodził się w rodzinie chłopskiej. Ukończył szkołę średnią w Łomży. Następnie ukończył szkołę oficerską w Smoleńsku. W latach 1918–1921 pełnił zawodową służbę wojskową w Wojsku Polskim. Zweryfikowany w stopniu porucznika ze starszeństwem z dniem 1 czerwca 1919 roku w korpusie oficerów piechoty. W 1934 roku pozostawał w ewidencji Powiatowej Komendy Uzupełnień Białystok. Posiadał przydział do 81 pułku piechoty w Grodnie.
Po zakończeniu służby prowadził gospodarstwo rolne w Hornostajach, a później w Mońkach. Działał w ruchu spółdzielczym. Był współzałożycielem i kierownikiem Spółdzielni Rolniczo-Handlowej Rolnik Białostocki w Mońkach. Należał do PSL Wyzwolenie, a później do SL.
Brał udział w kampanii wrześniowej. W 1942 został komendantem obwodu Białystok Okręgu Białystok Batalionów Chłopskich. Organizował lokalne placówki tej organizacji oraz oddziały do zadań specjalnych. Jesienią 1943 został aresztowany i uwięziony w obozie koncentracyjnym Stutthof. Został zamordowany przez Niemców w obozie w lutym 1945.